# هرثمة بن أعين
هَرْثمة بن أعْيَن (توفي 200هـ / 816م)، هو أمير من قادة الدولة العباسية الشجعان والبناة، ولاه هارون الرشيد مصر سنة 178هـ، ثم وجهه إلى إفريقيا (القيروان وما بعدها) لإخضاع عصيان اندلع فيها، فسار هرثمة إلى القيروان سنة 179هـ، فأمن الناس وسكنهم، ولقي من أهلها ما يحب فأحسن معاملتهم، وكان إبراهيم بن الأغلب بولاية الزاب فلاطف هرثمة وتقرّب منه، فولاه ناحية هناك فحسن أمره فيها، ولكن الهدوء لم يطل إذ جمع بعض الزعماء جموعهم وساروا لقتال هرثمة، فتقدم إليهم في جيش كثيف، ففرق جموعهم بعد أن قتل منهم خلقاً كثيراً، ودخل تيهرت ظافراً فأطاعته القبائل، وعاد إلى القيروان وبنى فيها قصر «المنستير» على يد زكريا بن قادم، كما بنى سور مدينة طرابلس الغرب، وظل والياً على إفريقيا سنتين ونصف السنة، ولكنه حين رأى كثرة ما بها من الخلافات والمنازعات كتب إلى الرشيد طالباً إعفاءه، فأمره بالقدوم عليه إلى العراق، ثم عقد له على خراسان فذهب إليها وأقام فيها، ثم ولاه غزو الصائفة سنة 191هـ.
وخرج رافع بن نصر بن سيار على الطاعة في خراسان، وكان سبب خروجه سوء سيرة علي بن عيسى بن ماهان عامل الرشيد هناك، وجرت بينه وبين علي بن عيسى وقعات، فبلغ ذلك الرشيد فعزل علي بن عيسى واستعمل هرثمة على ما كان عليه، وقيل كانت ولايته سرّاً لم يطلع عليها الرشيد أحداً، وقيل إنه لما أراد عزل علي بن عيسى استدعى هرثمة إليه، وأسرَّ إليه ذلك، وقال له: إن علي بن عيسى قد كتب إليَّ يستمدني بالعساكر والأموال، فأظهر للناس أنك تسير نجدة إليه. وكتب له الرشيد ولاية بخط يده، وأمر كتابه أن يكتبوا إلى علي بن عيسى بأنه قد سيّر هرثمة نجدة له، فسار هرثمة ولا يعلم بأمره أحد، حتى أتى «مرو» فقبض على علي بن عيسى، وعلى أهله وأصحابه وأتباعه، وأخذ أمواله فبلغت ثمانين ألف ألف، وجمعت خزائنه وأمواله فبلغت حمل ألف وخمسمئة بعير، فأخذ الرشيد ذلك كله، وكان وصول هرثمة إلى مرو عاصمة خراسان سنة 192هـ.

## الخلاف بين المأمون والأمين
لما بدأت الفتنة بين الأمين والمأمون انحاز هرثمة إلى المأمون، وسار على رأس ثلاثين ألف مقاتل من جند خراسان، ملتحقاً بطاهر بن الحسين قائد المأمون الذي كان يزحف على بغداد، وبعدما ضيقا الخناق عليها تقدما إليها كل من جهة، وكان هرثمة يحب الإبقاء على الأمين حياً، فأرسل إليه الأمين يسأله القيام بأمره، وإصلاح ما بينه وبين أخيه المأمون، على أن يخلع نفسه عن الخلافة، ويسلم الأمر لأخيه، فكتب إليه هرثمة يقول: «قد كان ينبغي أن تدعو إلى ذلك قبل تفاقم الأمر، وأما الآن فقد جاوز السيل الزبى، وشغل الحَلْيُ أهله أن يعار، ومع ذلك فإني مجتهد في إصلاح أمرك، فصر إليّ ليلاً لأكتب بصورة أمرك إلى أمير المؤمنين، وآخذ لك عهداً وثيقاً، ولست آلو جهداً ولا اجتهاداً في كل ما يعود بصلاح حالك ويقرّبك من أمير المؤمنين».
ووافق الأمين على ما قاله هرثمة، وسار إليه ليلاً، ولكن جند طاهر أخذوه وهو في الطريق إليه، ثم قتل.
وكان هرثمة قد استمال أبا السرايا الذي انحاز إلى جانب الأمين أيام الفتنة، وجمع جموعاً كثيرة في الجزيرة لقتال جند المأمون، وزاد في أرزاق أبي السرايا وأرزاق جنده، ولما قتل الأمين، وانتظمت الدولة للمأمون أنقص هرثمة من أرزاقه وأرزاق جنده، فغضب ومضى إلى الكوفة يعيث فساداً حيثما ذهب، فسار هرثمة لحربه، وحصره ومن معه في الكوفة، وضيّق عليهم كثيراً، فخرج منها أبو السرايا هارباً، ودخل هرثمة الكوفة فآمن أهلها ولم يتعرّض لهم بسوء.
ولما فرغ هرثمة من أبي السرايا عاد إلى خراسان، مع أن الكتب أتته من المأمون تتوالى، طالباً منه العودة إلى الشام والحجاز، ولكنه أبى وقال: لا أرجع حتى ألقى أمير المؤمنين. إدلالاً منه عليه، ولما يعرف من نصيحته له ولآبائه.
وكان الفضل بن سهل وزير المأمون يبغضه، فأثار عليه نقمة المأمون إذ أظهره بمظهر الرافض لتنفيذ الأوامر حين رفض الالتحاق بالشام والحجاز كما طلب منه، وكان هرثمة قد تأخر قليلاً حتى أتى مرو حيث المأمون، وخشي أن يكتم أمر قدومه، فأمر بالطبول فضربت لكي يسمعها المأمون، فسمعها وقال متسائلاً: ما هذا؟ فقالوا هرثمة قد أقبل يرعد ويبرق.
فأمر المأمون بإدخاله، وراح يعنّفه بل شتمه حين مثل بين يديه، ولم يلق بالاً إلى اعتذاراته وكلامه، وأمر بضربه وحبسه، وأمر الفضل أعوانه بالتشديد عليه في حبسه، فمكث في الحبس أياماً، ثم دسّ إليه من قتله، وقيل بل مات.